# Adam & Yves
Adam & Yves è un film del 1974, diretto da Peter de Rome.

## Trama
Il francese Yves e un collega turista americano Adam sono coinvolti in un gioco nel quale sono cucite le scene di sesso.

## Produzione
Ambientato a Parigi e liberamente ispirato al musical Un americano a Parigi, il film è ricordato per contenere l'ultima apparizione sullo schermo, non accreditata, di Greta Garbo. In una scena girata in esterni, infatti, fra la folla di New York si intravede la diva svedese, ripresa casualmente durante un'uscita e ovviamente non coinvolta in nessun modo con la produzione della pellicola.